# Chlorops lithofrons
Chlorops lithofrons är en tvåvingeart som beskrevs av Charles Howard Curran 1936. Chlorops lithofrons ingår i släktet Chlorops och familjen fritflugor. Inga underarter finns listade i Catalogue of Life.